# Madagaskarfiskörn
Madagaskarfiskörn (Icthyophaga vociferoides) är en hökfågel som enbart förekommer på Madagaskar. IUCN kategoriserar den som akut hotad.

## Utseende
Madagaskarfiskörn är en stor rovfågel med en kroppslängd på 70-80 centimeter. Kroppen är i huvudsak mörkt rödbrun, undertill streckad. På huvudet syns en mörkbrun hätta och vita kinder samt vit strupe. I flykten syns mörkbruna vingar och en ganska kort, vit stjärt. Ungfågeln är streckad på huvudet, blekare under samt har mörk stjärt och blekkantade vingpennor. Ingen annan rovfågel på Madagaskar är av madagaskarfiskörnens storlek eller har så kort stjärt.

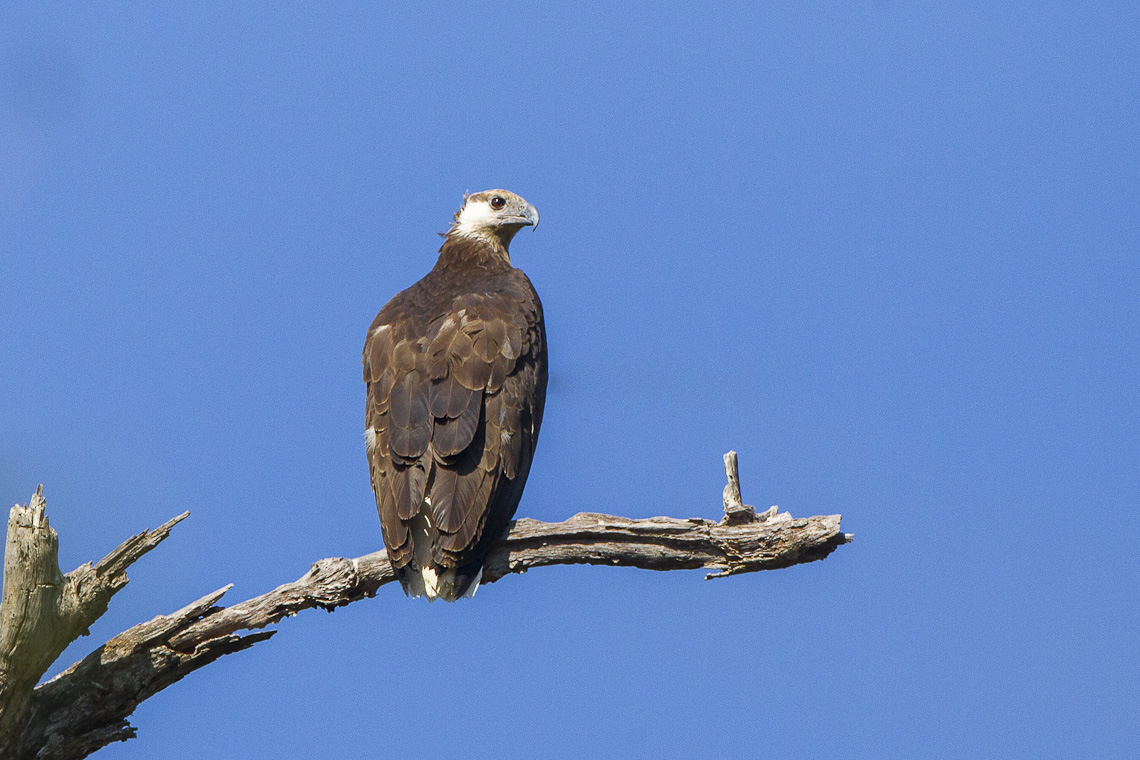

## Utbredning och systematik
Fågeln finns lokalt utmed kuster, vid floder och sjöar på nordvästra Madagaskar. Den behandlas som monotypisk, det vill säga att den inte delas in i några underarter.

### Släktestillhörighet
Salomonfiskörn placeras traditionellt i havsörnssläktet Haliaeetus. Genetiska studier visar dock att släktet är paradyletiskt gentemot fiskörnarna i Icthyophaga. I allt ökande drag förs därför madagaskarfiskörn, skrikfiskörn samt det likaledes tropiska artparet vitbukig fiskörn och salomonfiskörn till det senare släktet och denna linje följs här. Andra, som IUCN, väljer istället att expandera Haliaeetus till att även omfamna fiskörnarna. För att förtydliga släktskapet har även Birdlife Sveriges taxonomikommitté justerat de svenska namnen på de fyra arterna, från att tidigare ha kallats havsörnar.

## Status
Madagaskarfiskörn är en av världens mest sällsynta rovfåglar med enbart 250 häckande par och IUCN kategoriserar därmed arten som akut hotad.